# Rhön (Schiff)
Die Rhön ist ein Betriebsstofftransporter der Deutschen Marine und gehört zur Rhön-Klasse. Ihre optische Kennung ist „A 1443“. Sie wurde am 23. September 1977 in Dienst gestellt und in Wilhelmshaven stationiert. Die Rhön gehört dem Trossgeschwader an.

## Technische Daten und Aufgaben
Das Schiff besitzt eine Einsatzverdrängung von 14.169 Tonnen und kann eine Geschwindigkeit von 16 Knoten laufen. Die Ladekapazität umfasst etwa 11.500 Kubikmeter. Die Antriebsanlage besitzt eine Leistung von 5.880 kW (8.000 PS). Die Besatzung besteht aus zivilen Kräften und umfasst 42 Personen.
Das Schiff dient der Versorgung von Kriegsschiffen auf See. Es verfügt über Einrichtungen für die Seeversorgung, mit der es während der Fahrt Kraftstoffe und Wasser übergeben kann.

## Historie
Das Schiff war ursprünglich als ziviler Tanker unter dem Namen Okene für die dänische Reederei Terkildsen & Olsen gebaut worden.
Von September bis November 2007 nahm die Rhön unter Kapitän Manfred Heers an der Standing Nato Maritime Group 2 im Mittelmeer teil.
Im August bis November 2009 nahm die Rhön an der Standing Nato Maritime Group 1 teil.
Von Januar bis März 2012 nahm die Rhön an der Standing Nato Maritime Group 1 teil.
Von März bis Juni 2013 war die Rhön Teil der Standing NATO Maritime Group 1 (SNMG 1), welche zu der Zeit unter Kommando von Flottillenadmiral Georg von Maltzan stand. Die SNMG 1 war gleichzeitig Teil der Operation Active Endeavour.
Von März bis Juli 2014 war die Rhön unter Kapitän Egon Rhauderwiek bei Operation Atalanta am Horn von Afrika im Einsatz. Hierbei wurde sie durch ein Vessel Protection Detachment des Seebataillons geschützt.
Am 4. Oktober 2016 lief die Rhön aus Wilhelmshaven aus, um erneut an der SNMG 1 teilzunehmen. Während ihrer Teilnahme am Ständigen Einsatzverband wurde durch die Rhön auch der russische Trägerverband um die Admiral Kuznetsov begleitet. Am 30. November 2016 kehrte die Rhön wieder in ihren Heimathafen zurück.
Am 12. August 2017 lief die Rhön aus Wilhelmshaven aus, um sich erneut an der, durch einen norwegischen Commodore geführten, SNMG 1 zu beteiligen. Geplant sind Besuche in Helsinki und Rostock sowie von mehreren Mittelmeerhäfen. Die Rückkehr war für den 12. Dezember 2017 geplant.
Wegen Maschinenproblemen wurden die beiden Schiffe der Rhön-Klasse, Rhön und Spessart, im Juni 2018 außer Betrieb genommen. Die für die Schiffssicherheit zuständige DNV GL entzog den beiden Tankern die Betriebszulassung. Sie wurden repariert und sollen bis 2024[veraltet] in Dienst bleiben.
Im Juni 2019 nahm die Rhön am NATO-Manöver BALTOPS 2019 teil. Zu diesem Zweck wurde sie kurzzeitig nach Kiel verlegt.
Von März bis Juli 2020 nahm die Rhön erneut an der SNMG 1 (Standing NATO Maritime Group 1) teil. Hierbei wurde auch zum ersten Mal ein Seeversorgungsmanöver mit einer Fregatte der Klasse 125, der Nordrhein-Westfalen, gefahren.
Der Rhön wurde zeitweise aufgrund von Sicherheitsproblemen von der DNV GL die Betriebserlaubnis entzogen und sie war deshalb nicht in Fahrt. Der Bundesrechnungshof kritisierte die 40 Millionen Euro teuren Reparaturarbeiten an Rhön und Spessart 2020 und forderte, die Schiffe aus der Flotte zu nehmen.

## Unfälle
Am 23. Oktober 1988 kollidierte die Rhön mit dem US-Zerstörer Hayler, wobei beide Schiffe stark beschädigt wurden, jedoch kein Personenschaden entstand.
Am 17. Juni 2019 kam es beim Aussetzen eines Beibootes zu einem folgenschweren Arbeitsunfall, bei dem sich vier Insassen (teils schwer) verletzten. Das Boot stürzte beim Fieren vom Schiff ins Wasser des Kieler Hafenbeckens.